# Cindy Haug
Cindy Kristin Haug (Hamar, 28 de agosto de 1956 – 23 de agosto de 2018) fue una escritora experimental y de literatura infantil noruega. 

## Carrera
Escribió en muchos géneros y experimentó diferentes estilos. Hizo su debut literario en 1982, con Se deg ikke tilbake mot Europa og bli stein...O Eurydike. Lanzado como novela, el libro era una mezcla de poesía y prosa.
Otrso de sus libro son Faen heller flirer fagert (1983), Mitt liv, fiksjoner (1984), Skumlepper (1989), Gaupehjerte (1993), Tiende bok (1994) y Fjærtegn (1997). El historiador literario Øystein Rottem realciona la poesía de Haug con la estética posmoderna. Fue galaronada con el Mads Wiel Nygaards Endowment en 1993.